# Blanche Mehaffey
Blanche Mehaffey (Cincinnati, 28 luglio 1908 – Los Angeles, 31 marzo 1968) è stata un'attrice statunitense.

## Biografia
Figlia di Edward Mehaffey e del soprano Blanche Berndt, ebbe anche un fratello maggiore, Edward Mehaffey Jr. (1900-1951). Cominciò come ballerina delle Ziegfeld Follies esibendosi per un anno, dal 5 giugno 1922 al 23 giugno 1923, nel New Amsterdam Theatre di New York, per andare poi a Hollywood, dove debuttò con una serie di cortometraggi comici prodotti da Hal Roach, cominciando con Fully Insured (1923).
Nel 1924 fu scelta tra le WAMPAS Baby Stars. A partire dal 1926 cambiò genere, recitando in film drammatici come The Runaway Express di Edward Sedgwick, commedie come Take It from Me di William A. Seiter, e soprattutto western come The Texas Streak o The Silent Rider, entrambi con Hoot Gibson. In vista del passaggio dal cinema muto al sonoro, nel 1930 andò a New York a studiare per un anno dizione e impostazione della voce, tornando sugli schermi nel 1931, un anno particolarmente intenso per lei, con il western Sunrise Trail (1931), con Bob Steele.
Ebbe quasi sempre un ruolo di protagonista nei film da lei interpretati e la sua carriera durò fino al 1938, con Fuoco al mulino e The Wages of Sin, di Herman E. Webber. Si sposò tre volte: nel 1928 col petroliere George Joseph Hausen, un matrimonio durato pochi mesi; nel 1932 col produttore Ralph Martin Like, da cui divorziò nel 1938, sposando infine James Collins. Blanche Mehaffey morì a Los Angeles nel 1968 e fu sepolta accanto al fratello nel Forest Lawn Memorial Park di Glendale

## Riconoscimenti
- WAMPAS Baby Star nel 1924

## Filmografia parziale
- Fully Insured (1923)
- Battling Orioles (1924)

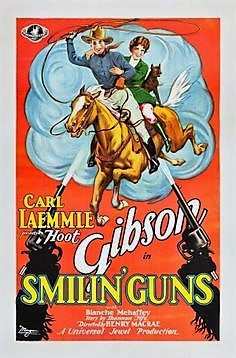
Poster di Smilin' Guns

- Donna di mondo (A Woman of the World), regia di Malcolm St. Clair (1925)
- His People (1925)
- The Old War-Horse (1926)
- The Silent Rider, regia di Lynn Reynolds  (1927)
- The Princess from Hoboken (1927)
- Air Mail Pilot (1928)
- Smilin' Guns (1929)
- Riders of the North (1931)
- Sally of the Subway (1932)
- Border Guns (1934)
- The Silent Code (1935)
- Wildcat Saunders (1936)
- The Wages of Sin (1938)